# Nędza
Nędza (in tedesco: Nendza; dal 1910 al 1914: Nensa; dal 1914 al 1945: Buchenau) è un comune rurale polacco del distretto di Racibórz, nel voivodato della Slesia.
Ricopre una superficie di 57,14 km² e nel 2019 contava 7 433 abitanti.